# Godzilla (The Star Sisters)
Godzilla is een single die The Star Sisters in 1984 in Japan uitbrachten. De single stond in dat land hoog genoteerd.
Het was een soundtrack voor de Japanse film The return of Godzilla. Het nummer werd geschreven door Linda Hennrick en Reijiro Koroku. Op de B-kant staat het nummer Drivin' with my baby (tru' the valley).